# Födő Sándor (basszusgitáros)
Födő Sándor (Budapest, 1953–) magyar basszusgitáros, koncertszervező.

## Pályafutása
Födő Sándor több mint egy évtizede Halász Judit koncertszervezője és zenekarának basszusgitárosa is egyben. 2013 óta Bíró Eszter Állati Zenés ABC című gyerekeknek szóló színpadi koncertjének szervezője. A No CoMMent zenekar alapítója és zenésze. 
Külföldön és belföldön számos zenekarban és színházi produkcióban játszott, többek között Dolák-Saly Róbert, Peremartoni Krisztina, Tolcsvay László és Bródy János mellett.

## Családja
Két gyermeke van, a fia, Födő Sándor (Fodo) szintén zenei pályán alkot (zeneszerző, zenész, hangszerelő, zenei rendező).

## Produkciók – szervezőként
- Halász Judit: Kezdődhet a mulatság
- Bíró Eszter: Állati Zenés ABC
- Halász Judit: Csiribiri
- Halász Judit: Apa, figyelj rám
- Halász Judit: Minden felnőtt volt egyszer gyerek
- Tolcsvay László: Jöjj, kedvesem
- Tolcsvay László – Tolcsvay Béla: Magyar mise
- Tolcsvay – Tolcsvay – Müller: Mária evangéliuma
- No CoMMent
- Peremartoni Krisztina: Nem ér a nevem, káposzta a fejem
- Csináljunk zenekart! – Az ikrek (Rácz Kármen és Rácz Kriszta) gyerekműsora

## Produkciók – zenészként
- DSR Band
- Halász Judit-koncertek
- No CoMMent-koncertek
- Bródy János-koncertek
- Tolcsvay László-koncert
- Tolcsvay László – Tolcsvay Béla: Magyar mise
- Madách Színház: Isten pénze
- Peremartoni Krisztina-koncertek

## DVD-k zenészként
- Halász Judit: Csiribiri
- Bródy János-koncert

## Lemezek zenészként
- Halász Judit: Kezdődhet a mulatság
- Halász Judit: Apa, figyelj rám
- Halász Judit: Csiribiri
- Halász Judit: Minden felnőtt volt egyszer gyerek
- No CoMMent